# Acrotocepheus emeiensis
Acrotocepheus emeiensis är en kvalsterart som beskrevs av Wen 1993. Acrotocepheus emeiensis ingår i släktet Acrotocepheus och familjen Otocepheidae. Inga underarter finns listade i Catalogue of Life.